# Гребен
Гребен или сика, је биолошка структура која је настала од корала, алги и осталих организама са кречњачком љуштуром или унутрашњом структуром, а настаје унутар 30° г. ш. од екватора у топлим, плитким, сунчаним морима која немају много распршеног седимента. Издижу се изнад околног морског дна. Постоје три типа гребена:
- Обрубни гребен су пљоснати гребени причвшћени непосредно уз обалу.
- Варијерни гребен протежу се паралелно уз обалу од које су одвојени широком, дубоком лагуном. Воде у лагуни су релативно мирне, јер их гребен штити од удара таласа. Највећи реценти гребен је управо баријерни: Велики корални гребен који се налази на источној обали Аустралије, дуг 3.000 km, широк око 300 km, а висок 200 m.
- Атоли су циркуларни гребени са лагуном, а окружени су дубоком водом.

Ова три типа гребена међусобно су повезана. Наиме, обрубни гребен се јавља око вулканског острва. Острво почиње тонути, али не и гребен који се издиже дјеловањем организама који га граде. Полако прелази у баријерни гребен, а овај, након што острво у потпуности потоне, у атол.
У палеозоику најзначајнији гребенотворци биле су кречњачке алге и строматопоре. Корали постају доминантни гребенотворци тек у мезозоику и кенозоику.
Једна од дефиниција била би: стјеновити остатак абразијом разореног острвцета или стијенског блока у нивоу, испод или изнад (за вријеме осеке) нивоа мора.